# Serhij Semenov
Serhij Oleksandrovyč Semenov (in ucraino Сергій Олександрович Семенов?; Černihiv, 28 luglio 1988) è un biatleta ucraino.

## Biografia
In Coppa del Mondo ha esordito il 19 dicembre 2010 a Pokljuka, subito ottenendo il primo podio (2°).
In carriera ha preso parte a tre edizioni dei Giochi olimpici invernali, Vancouver 2010 (33° nella sprint, 39° nell'inseguimento, 52° nell'individuale), Soči 2014 (41° nella sprint, 9° nell'individuale, 39° nell'inseguimento, 9° nella staffetta, 7° nella staffetta mista) e Pyeongchang 2018 (46º nella sprint, 49º nell'inseguimento, 53º nell'individuale, 9º nella staffetta), e a cinque dei Campionati mondiali, vincendo due medaglie.

## Palmarès

### Mondiali
- 2 medaglie:
  - 2 bronzi (staffetta[1] a Chanty-Mansijsk 2011; sprint[1] a Oslo Holmenkollen 2016)

### Universiadi
- 3 medaglie:
  - 2 ori (inseguimento, staffetta mista a Erzurum 2011)
  - 1 argento (sprint a Erzurum 2011)

### Coppa del Mondo
- Miglior piazzamento in classifica generale: 21º nel 2016
- Vincitore della Coppa del Mondo di individuale nel 2015
- 9 podi (4 individuali, 5 a squadre), oltre a quelli ottenuti in sede iridata e validi anche ai fini della Coppa del Mondo:
  - 3 secondi posti (1 individuale, 2 a squadre)
  - 6 terzi posti (3 individuali, 3 a squadre)